# Leozinho
Leonardo Caetano Silva (Petrópolis, Estado de Río de Janeiro, 5 de diciembre de 1998), conocido deportivamente como Leozinho, es un jugador de futsal brasileño que se desempeña como ala. Actualmente es agente libre.

## Trayectoria como jugador de futsal

### Associação Desportiva Brasil Futuro
Fichado por el Magnus Futsal tras una prueba en la que participaron más de mil chicos, debutó en el primer equipo en 2017. La consagración del ala fluminense llegó dos años después, cuando marcó 22 goles en 50 partidos y fue fundamental para conquistar la tercera Copa Intercontinental del club. En 2020, fue galardonado como mejor jugador joven en los Futsal Awards, por delante del español Antonio Pérez y su compatriota Matheus Rodrigues.

## Selección nacional

### Futsal
Con la selección de fútbol sala sub-20 de Brasil ganó el campeonato Sudamericano de Futsal Sub-20 de 2018. Con la selección absoluta disputó la Copa del Mundo 2021, terminó en tercer lugar.